# Distretto di Hanh
Il distretto di Hanh è uno dei ventitré distretti (sum) in cui è suddivisa la provincia del Hôvsgôl, in Mongolia. Conta una popolazione di 2.460 abitanti (censimento 2009).